# Rick Stotijn
Rick Stotijn (Leiderdorp, 1982) is een Nederlands contrabassist.
Hij is zoon van contrabassist Peter Stotijn en verpleegkundige Petra van Doorn. Zuster Christianne Stotijn is mezzosopraan.
De eerste muzieklessen kwamen to hij acht jaar oud was. Er volgen in de jaren negentig lessen aan het Conservatorium van Utrecht en Conservatorium van Amsterdam bij onder andere bassist Peter Leerdam (leerling van zijn vader). Daarna nam hij les bij Quirijn van Regteren-Altena als ook bij zijn vader aan het Amsterdams conservatorium; vader wilde via deze constructie voldoende afstand houden. Na een cum laude afsluiting in 2005, studeerde hij verder bij Bozo Paradzik aan de Hochschule in Freiburg.
Al tijdens zijn studie neemt hij plaats in ensembles. Tussen 2001 tot 2004 is hij plaatsvervangend solist in het Amsterdam Sinfonietta en aansluitend drie jaar bij het Gelders Orkest. Ook andere nationale en internationale orkesten schakelen hem in als aanvoerder van de basgroep, het Zweeds Radio Symfonie Orkest (tussen 2009 en 2011 is hij er vast orkestlid), London Symphony Orchestra, Koninklijk Concertgebouworkest, Orchestra Mozart, Chamber Orchestra of Europe en het Mahler Chamber Orchestra maken gebruik van zijn talent. Als solist trad/treedt hij op met meerdere orkesten in binnen- en buitenland, waaronder de orkesten uit de Nederlandse steden en provincies, zoals het Gelders Orkest, philharmonie zuidnederland, maar ook met het Residentie Orkest (waar zijn vader bassist was). Hij heeft daarbij de keus uit het gangbare repertoire, maar ook uit speciaal voor hem geschreven werken door nationale en internationale componisten, waaronder Louis Andriessen, Kees Olthuis, Martijn Padding (Reports from the low country), Ned Rorem. Hij is ook actief binnen de kamermuziek met recitals met onder meer Janine Jansen, Jürgen Kussmaul, Liza Ferschtman, Bram van Sambeek en ook met zus Christianne Stotijn. Daarbij vindt een mengeling plaats tussen werken van hedendaagse componisten en oudere muziek zoals van  Giovanni Bottesini.
Naast actief musicus is Stotijn ook pedagoog aan het Conservatorium van Amsterdam en de Robert Schumann Hochschule.
Gedurende zijn loopbaan viel hem een aantal eerbetonen ten prooi. Hij was winnaar van het Prinses Christina Concours (1998 en 1999), Stichting Jong Muziektalent Nederland (2000 en 2001) en de Nederlandse Muziekprijs (2013). Hij mocht in het Concertgebouw zelf een serie samenstellen. Hij bespeelt een contrabas van de instrumentmakers Raffaele & Antonio Gagliano, aan hem ter beschikking gesteld door het Nationaal Muziekinstrumenten Fonds.
- Bibsys: 12026864
- Bibliothèque nationale de France: cb16618669s (data)
- Gemeinsame Normdatei: 1243448334
- International Standard Name Identifier: 0000 0004 3627 269X
- Library of Congress Control Number: no2014102472
- Virtual International Authority File: 309857164
- WorldCat: E39PCjrYxqRt4V9qMMhV9rcWym